# Valter Ojakäär
Valter Ojakäär (* 10. März 1923 in Pärnu; † 27. Oktober 2016 in Tallinn) war ein estnischer Komponist, Musikjournalist und Musiker (Klarinette, Saxophon), der hauptsächlich in der Zeit wirkte, in der Estland zur Sowjetunion gehörte.

## Leben und Werk
Valter Ojakäär studierte von 1951 bis 1956 Komposition am Staatlichen Tallinner Konservatorium (heute Estnische Musik- und Theaterakademie) bei Mart Saar und Heino Eller. Von 1945 bis 1970 arbeitete er als Konzertmeister der Saxophongruppe des estnischen Fernsehens und Radios. Von 1964 bis 1967 und von 1975 bis 1980 war Ojakäär Lehrkraft am Konservatorium in Tallinn, wo er auch die Geschichte des Jazz lehrte. Als Klarinettist spielte er in zahlreichen estnischen Musikgruppen und Orchestern mit, für die er auch arrangierte. Einem größeren Publikum wurde er als Moderator beliebter Sendungen zur Geschichte von Jazz und Unterhaltungsmusik bekannt.
Viele der von ihm komponierten Lieder und Musikstücke wurden zu Gassenhauern. Neben Jazz schrieb Ojakäär zahlreiche Bühnen- und Filmmusiken. 1967 veröffentlichte er die Oper Kuningal on külm nach einem Libretto von Ain Kaalep, 1977 das Musical Suveöö ilmsi, 1988 die Operette Maskeraad Ungrus nach einem Libretto von Ardi Liives und 1990 das Musical Winnetou. Er hat daneben zahlreiche Bücher veröffentlicht: 1966 verfasste er das Standardwerk Džässmuusika, eines der ersten Bücher über die Geschichte des Jazz, das in der UdSSR erschien. 1978 folgte sein Buch Popmuusikast über die westliche Popmusik.
Ojakäär erhielt 1982 und 1984 den Musikpreis der Estnischen SSR. 1989 wurde ihm der Titel Volkskünstler der Estnischen SSR verliehen. Er war Ehrenbürger seiner Heimatstadt Pärnu.
2013 erhielt er den Jazz Promoter Award auf dem Jazzfestival Jazzkaar in Tallinn.

## Privatleben
Valter Ojakäär war mit der Pianistin und Hochschullehrerin Heljo Sepp (1922–2015) verheiratet. Ihr Sohn war der estnische Radiojournalist Jaak Ojakäär (1958–2016).

## Schriften
- Džässmuusika 1966
- Popmuusikast 1978
- Vaibunud viiside kaja 1999 ISBN 9985-70-048-1
- Sirp ja saksofon, Tallinn: Ilo, 2008 (Sichel und Saxophon, estnisch)